# Lê Hữu Hảo
Nguyễn Văn Hậu là kiểm sát viên cao cấp người Việt Nam. Ông hiện giữ chức vụ Viện trưởng Viện kiểm sát nhân dân tỉnh Nam Định.

## Tiểu sử
Lê Hữu Hảo là Đảng viên Đảng Cộng sản Việt Nam.
Ngày 25 tháng 9 năm 2015, tại Đại hội đại biểu Đảng bộ tỉnh Nam Định lần thứ 19, Lê Hữu Hảo, Viện trưởng Viện kiểm sát nhân dân tỉnh Nam Định, được bầu vào Ban Chấp hành Đảng bộ tỉnh Nam Định khóa 19 nhiệm kì 2015-2020.
Ngày 3 tháng 4 năm 2016, Lê Hữu Hảo được bổ nhiệm chức danh kiểm sát viên cao cấp.
Tháng 9 năm 2018, Lê Hữu Hảo là Tỉnh ủy viên, Bí thư Đảng ủy, Bí thư Ban cán sự Đảng CSVN VKSND tỉnh Nam Định, Viện trưởng VKSND tỉnh Nam Định.